# Fabian Hieronimus
Fabian Hieronimus (* 1972 in Berlin) ist ein ehemaliger deutscher Schwimmer, der bei Europameisterschaften auf der 50-Meter-Bahn eine Bronzemedaille gewann. Auf der 25-Meter-Bahn gewann er einmal Gold und zweimal Silber.

## Karriere
Fabian Hieronimus schwamm für den SV Nikar Heidelberg. Er war 1995 Deutscher Meister über 100 Meter Schmetterling, wobei er zeitgleich mit Oliver Lampe anschlug. Drei Jahre später wurde er noch einmal Zweiter hinter Christian Keller.
Bei den Europameisterschaften 1995 in Wien siegte die russische 4-mal-100-Meter-Lagenstaffel vor den Ungarn. 0,67 Sekunden hinter den Ungarn erkämpften Tino Weber, Mark Warnecke, Fabian Hieronimus und Björn Zikarsky die Bronzemedaille. Anfang 1996 bei den Kurzbahneuropameisterschaften 1996 in Rostock wurde Hieronimus über 50 Meter Schmetterling Zweiter mit 0,16 Sekunden Rückstand auf den Briten Mark Foster. Über 100 Meter Schmetterling schlug er 0,48 Sekunden hinter seinem Mannschaftskollegen Thomas Rupprath an. Die 4-mal-50-Meter-Lagenstaffel in der Besetzung Stev Theloke, Jens Kruppa, Fabian Hieronimus und Lars Conrad erschwamm die Goldmedaille vor den Italienern und den Briten.
Hieronimus studierte zunächst Betriebswirtschaft an der Universität Mannheim. Vor den Olympischen Spielen 1996 trainierte und studierte er an der University of California, Berkeley. Hieronimus verpasste allerdings das Olympiaaufgebot. 2004 promovierte er extern in Marketing an der Westfälischen Wilhelms-Universität Münster. Von 1999 bis 2018 arbeitete Hieronimus bei McKinsey & Company.